# Jan Joosten van Lodensteijn
Jan Joosten van Lodensteijn (nebo Lodensteyn; 1556 -1623) v japonštině známý jako Jajósu (japonsky 耶楊子), byl holandský mořeplavec a obchodník.
Jan Joosten, rodák z Delftu, byl jedním z prvních Nizozemců, kteří dopluli do Japonska a druhým důstojníkem na holandské lodi De Liefde, která uvázla v Japonsku v roce 1600. V Japonsku zůstal a sloužil jako diplomatický poradce a tlumočník šógunátu Tokugawa v obchodních a ekonomických záležitostech.
Současný název oblasti kolem Tokijské stanice, Jaesu, pochází z jeho japonského jména Jajósu.

## Život v Japonsku
Jan Joosten vyplul v roce 1598 z Rotterdamu na palubě lodi De Liefde.  Jeho loď byla součástí obchodní plavby celkem pěti lodí do Východní Indie. Lodi De Liefde velel jako hlavní navigátor Angličan William Adams.  Mezi další námořníky patřili Jacob Quaeckernaeck nebo Melchior van Santvoort.
Poté, co lodě úspěšně zdolaly Magellanův průliv se od sebe neplánovaně oddělily, ale de Liefde se později u pobřeží Chile znovu spojila s lodí Hoop (naděje). Tam někteří z členů posádky včetně obou kapitánů zemřeli při střetnutí s domorodci. Obě lodi tedy raději opustily nepřátelské španělské vody a vydaly se prodat svůj náklad (vlněné oblečení) raději do Japonska než na Molukách. Obě lodě tam ale cestou zaskočila bouře a Hoop se potopila.
V dubnu roku 1600 se De Liefde dostala na břeh poblíž Usuki v provincii Bungo v Japonsku. Původní posádka čítala při vyplutí z Rotterdamu 110 členů. V době kdy dorazila do Japonska, jich zbývalo jen 24, včetně těch, kteří již byli blízko smrti. Místní správce (tzv. bugjó) zabavil na palubě lodi všechny zbraně včetně děl, ručních palných zbraní a munici. Také nahlásil tento incident (označovaný jako Liefde incident) Hidejori Tojotomimu v Ósace. Devatenáct bronzových děl bylo vyloženo z lodi a podle španělských záznamů bylo později použito v důležité bitvě u Sekigahary 21. října 1600 (mezi tokugawskými silami a jejich soupeři).
Iejasu Tokugawa, daimjó z města Edo (dnes Tokio), který se později stal šógunem a založil vlastní šógunát, se lodí a její posádkou zabýval. Iejasu, který byl hlavou tzv. Rady pěti starších, posádce nařídil, aby odpluli lodí do Sakai (poblíž Ósaky) a poté do Eda. Je známo, že portugalští jezuitští misionáři vytrvale přesvědčovali Japonce, že loď je pirátské plavidlo a že posádka by měla být popravena. 
Některé z členů posádky přijal Iejasu osobně, pro kterého se stali cenným zdrojem informací o evropské politice, válkách a zahraničních záležitostech. Adams a Jan Joosten popsali Iejasuovi situaci v tehdy známém světě, včetně toho že v Evropě probíhalo tou dobou mnoho válečných konfliktů. Významné bylo, že jezuité i další katolíci (např. portugalští, španělští), kteří tou dobou šířili křesťanskou víru v Japonsku, se v těchto bojích většinou nacházeli na opačných stranách než protestanti (např. Nizozemci, Britové). Iejasu si oba Evropany oblíbil pro jejich upřímnost při sdělování faktů a uznával je jako důvěryhodné. To ovlivnilo zahraniční politiku šógunátu Tokugawa a vedlo k silnému snížení vlivu Portugalska a Španělska v tehdejším Japonsku. Důvodem bylo, že obchod byl pro katolické Španělsko a Portugalsko neoddělitelný od propagace křesťanství. Naproti tomu jediným cílem protestantského Nizozemí byl obchod samotný, proto následně získalo exkluzivní povolení s Japonskem obchodovat.  Iejasu pozval Adamse i Jana Joostena do Eda, kde se posléze sám stal šógunem. Učinil z Adamse svého diplomatického poradce a dal mu japonské jméno Miura Andžin včetně léna 220 koku ve vesnici Miura, provincie Sagami. Jan Joosten se také stal jeho oficiálním diplomatickým poradcem, dostal japonské jméno Jájosu a usadil se v Edu. Jeho dům se nacházel na okraji vnitřního opevnění před branou Wadakura vedoucí do hradu v Edu. Poté se oženil s japonskou dívkou, se kterou měl i děti. Přestože se Jan Joosten nesměl vrátit do Nizozemí, dostal povolení k zahraničnímu obchodu. Měl privilegium nosit dva samurajské meče a obdržel roční rentu, což ho (spolu s Adamsem) zařadilo mezi tzv. hatamoto neboli přímo podřízené šógunovi.
Jan Joosten sloužil jako Iejasův diplomatický poradce a tlumočník a zároveň se zabýval obchodem s tzv. červenou pečetí na základě licence od Tokugawa Iejasu v Asii. Když byl v roce 1609 v Hiradu v Nagasaki založen holandský obchodní dům, sehrál zásadní roli při rozvoji obchodu mezi šógunátem a holandskými obchodníky. Stal se de facto prostředníkem mezi Japonskem a Nizozemskem. Nizozemští obchodníci činní v tehdejším Siamu o něm informovali, že byl na počátku roku 1613 na palubě džunek převážejících bohatý náklad. V dopise z listopadu 1614 Jan Joosten jako obchodník napsal: „Hlásím, že císař (Iejasu) si přeje koupit všechna děla a olovo“. Doplul údajně až do Indie, při této výpravě měl na jeho lodi být i japonský dobrodruh a spisovatel Tendžiku Tokubei.
V naději, že se bude moci vrátit do Holandska, odplul do hlavního města tehdejší Nizozemské východní Indie (nyní Jakarta, hlavní město Indonésie ), ale všechna jednání probíhala obtížně a rozhodl se tak vrátit se do Japonska. Na zpáteční cestě do Japonska jeho loď najela na mělčinu v Jihočínském moři, kde roku 1623 Jan Joosten utonul.

## Památníky a dědictví

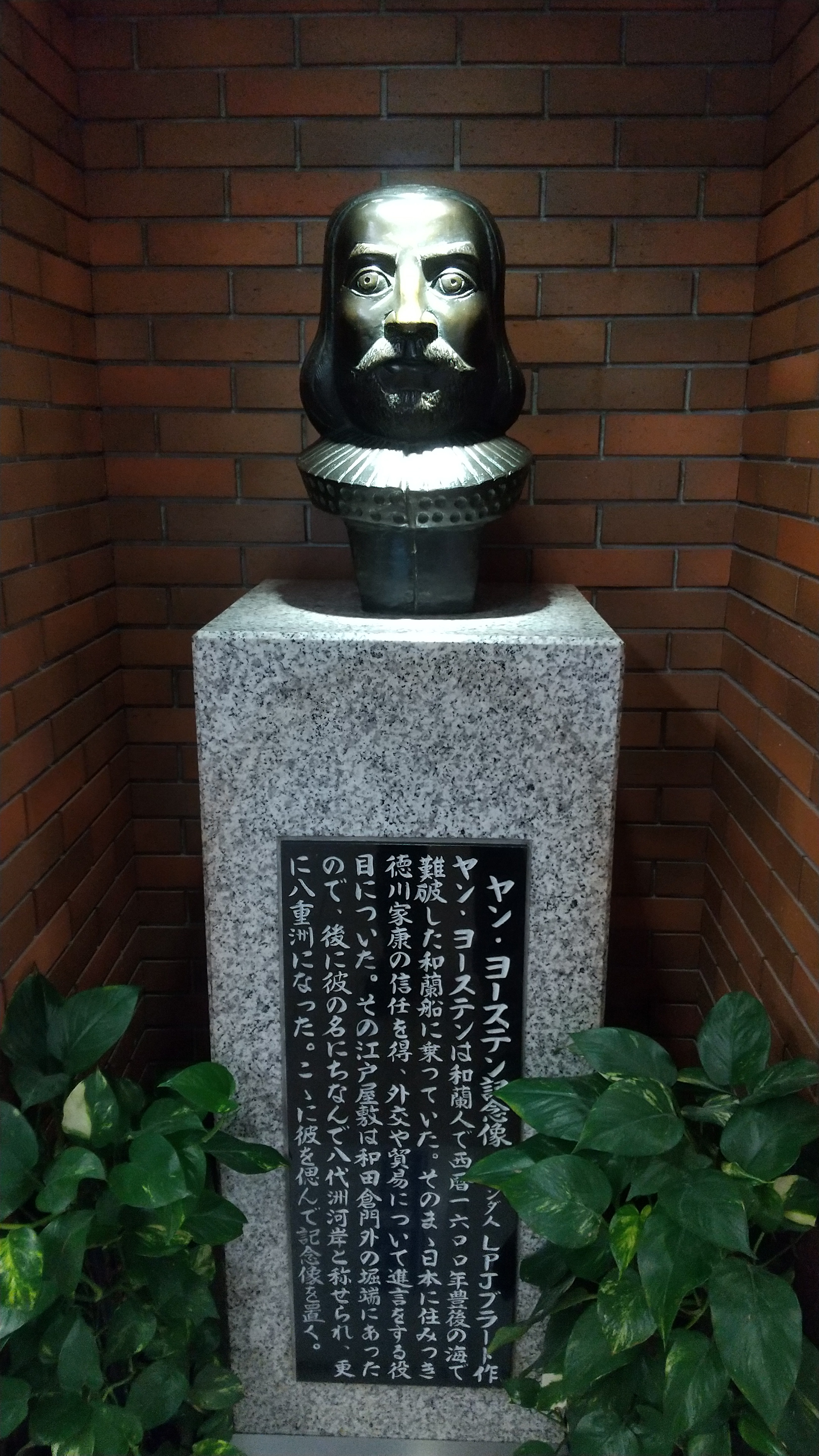
Pamětní socha Jana Jostena v Jaesu Čikagai (Yaesu Underground Mall v tokijské stanici metra.

Název Yaesu v Tokiu vznikl podle japonského jména Jana Jostena. Ten žil na hradě v Edu poblíž dnešní Hibija, Čijoda-ku, místo bylo později nazváno Jajosu podle jeho japonského jména Jajósu. Jajosu se dále změnil na Jaesu a jako název města se používá od roku 1872. Současná stanice Jaesu se nachází v Čuo-ku v Tokiu a byla postavena v roce 1954.
Pamětní socha Jana Joostena stojí v podzemním nákupním centru Jaesu na tokijském nádraží. Památník Jana Joostena, postavený v roce 1989 na památku 380. výročí japonsko-nizozemské smlouvy o přátelství, se nachází na ulici Jaesu.
V roce 1999 po něm jeho rodné město Delft pojmenovalo Jan Joostenplein (náměstí Jana Joostena). Ve městě je také socha lodi De Liefde.